# 逃げるは恥だが役に立つ (テレビドラマ)
『逃げるは恥だが役に立つ』（にげるははじだがやくにたつ）は、海野つなみの漫画「逃げるは恥だが役に立つ」を原作としたテレビドラマ。2016年10月11日から12月20日までTBSテレビ系「火曜ドラマ」で放送された。

## 概要
主演は新垣結衣で同局では『空飛ぶ広報室』以来である。タイトルロゴには原作漫画に付されていたハンガリー語の "Szégyen a futás, de hasznos." ではなく、"We married as a job!"（英語で「私たち、仕事として結婚しました!」の意）と記されている。
神奈川県横浜市が特別協力しており、横浜市旭区などを舞台に描かれる。ロケ地場所として、横浜市中区海岸通りの「象の鼻パーク」「横浜港大さん橋客船ターミナル」、横浜市西区「みなとみらいグランドセントラルタワー」なども使われた。
2021年1月2日、みくりと平匡の結婚生活3年目を描いたスペシャルドラマ『逃げるは恥だが役に立つ ガンバレ人類!新春スペシャル!!』が放送された。連載再開後の第10巻・第11巻のエピソードを基本に、新型コロナウィルス感染症 (COVID-19) の流行状況を踏まえたオリジナルストーリーを一部交えたものとなっている。引き続き横浜市が撮影支援を行い、みくりと平匡の安産祈願のシーンは横浜の総鎮守とされる伊勢山皇大神宮で撮影されている。
なお、主演の新垣結衣と星野源は上記のスペシャルドラマの撮影を契機に結婚を前提とする交際を開始し、同年5月19日に婚約を公表した。

## キャスト

### 主要人物
森山 みくり（もりやま みくり）→津崎みくり（つざき みくり）〈25 → 26〉
演 - 新垣結衣
1990年9月8日生まれ。人文系大学院卒。真面目で頑張り屋な性格。原作同様、妄想癖の持ち主。家事全般が得意（実はそうでもないらしいが）。基本的には前向きで明るい性格だが、実は自分は小賢しい性格のため、人に嫌われてしまうと思っており、長い間、この「小賢しい」という呪縛に捕らわれている。仕事を首になり、契約結婚という形で平匡の家に住込で家事のプロとして働きだす。
『ガンバレ人類! 新春スペシャル!!』（2021年1月2日放送）では妊娠を機に婚姻届を出し、津崎姓となり、長女・亜江（あこう）（演 - 新井龍、江原凛巳花、冨樫鈴）を出産した。
津崎平匡（つざき ひらまさ）〈35 → 36〉
演 - 星野源
1980年11月9日生まれ。 IT企業「3Iシステムソリューションズ」にシステムエンジニアとして勤務。山口出身。京大卒。人付き合いが得意でなく一人でいるのが好きだが、みくりの距離感をわきまえた態度と仕事ぶりを認めている。自称「プロの独身」。彼女いない歴35年。自尊感情が低いあまり、みくりに男性の影が見えると壁を作ってしまう。
風見涼太（かざみ りょうた）〈32〉
演 - 大谷亮平（中学時代：青木綾平）
IT企業「3Iシステムソリューションズ」に勤務（津崎の後輩）。自分の時間を大切にする性格のため、結婚には否定的。みくりからは「自分の時間だけでなく、相手の過ごす時間もしっかり考えられるタイプ」と言われている。
沼田頼綱（ぬまた よりつな）
演 - 古田新太
IT企業「3Iシステムソリューションズ」にインフラエンジニアとして勤務（津崎の上司）。百合とは飲み仲間。クックパッドでは「ハートフル坊主」という名前でレシピを投稿している料理上手。勘が鋭い。ゲイという噂も。
土屋百合（つちや ゆり）〈48 → 49〉
演 - 石田ゆり子
1967年7月2日生まれ みくり・ちがやの伯母で桜の姉。通称「百合ちゃん」。外資系化粧品会社「ゴダールジャパン」に勤務。最終話で部長になる。若いころに小一だったちがやに「一生結婚出来ない」と言われたことを根に持っている。独身のキャリアウーマン。

### 3Iシステムソリューションズ
日野秀司（ひの ひでし）〈40〉
演 - 藤井隆
津崎の同僚。明るく常識的な性格。妻と２人の子供あり。休日には家族サービスを欠かさない良き父親。
竹中道彦（たけなか みちひこ）
演 - 髙橋洋
営業部のGM。
渡辺一馬（わたなべ かずま）
演 - 葉山奨之
営業部。
神原
演 - 横田栄司（第8・9話）
社長。 人員整理を沼田に依頼する。

### ゴダールジャパン
梅原ナツキ（うめはら なつき）
演 - 成田凌
百合の部下。どこか不思議な雰囲気のあるイケメン。同僚の柚とは犬猿の仲であったが、柚が帰国子女であり、更にそれを言い訳にせず仕事に取り組んでいることを知って柚を認めるようになった。実はゲイで、ゲイのライン友達がいるが相手が一切素性を明かさないので会ったことがない。しかし、最終話で、ついに会うことができた。
堀内柚（ほりうち ゆず）
演 - 山賀琴子
百合の部下。恋に仕事に一生懸命で、若いうちにたくさんの男と付き合いたいと思っている前向きなイマドキ女子。文章作成能力が壊滅的で、提出した書類を百合に真っ赤に添削されている。第7話で帰国子女であることが判明したが、そのことをなぜ言わなかったかと問われて「帰国子女でも立派な文章を書く人はたくさんいるから言い訳にしたくなかった」と答える。最終話の大団円で他のカップルが仲睦まじくしている時には、山さんと笑顔で飲んでいる。
里中仁美
演 - 中島ひろ子（第6・9話）
コンプライアンス部所属の社員（百合の同期）。既婚者。産休や育休を取ったことでキャリアから外れており、百合を応援している。
加茂中
演 - 橋爪淳（第9話）
首都圏本部長。
重森部長
演 - 日向丈（第9話）
加茂中の部下。

### みくりの家族
森山栃男（もりやま とちお）
演 - 宇梶剛士
みくりの父。定年退職し第2話より妻・桜と一緒に館山に移住した。自己肯定感が強く、話が突拍子もない。
森山桜（もりやま さくら）〈48〉
演 - 富田靖子
みくりの母（百合の妹にあたる）。23歳の時にみくりを出産した。夫をさん付けで呼ぶ。掃除のパートに出ており、みくりの掃除道具は桜が使用しているものである。
スペシャル版ではぎっくり腰を患っている。
森山ちがや（もりやま ちがや）
演 - 細田善彦（第2・8話・スペシャル）
みくりの兄。20代後半で一児の父。父親譲りで自己肯定感が非常に強い上、言動に配慮がない。みくり曰く「言わなくていいことを言いそう」。子供時代に百合に向かって「おばちゃんは一生結婚できない」と言い放った。
スペシャル版では妄想シーンに登場。
森山葵（もりやま あおい）
演 - 高山侑子（第2・8話）
みくりの義姉（ちがやの妻）。ちがやの無思慮な言動を必死にフォローしているが、館山の実家ではついに切れてしまい、安恵より先にちがやの襟首を掴んで壁ドンしてしまう。
子供が小さいので現在は専業主婦。子供を保育園に預けられるようになったら職場復帰したいが、ちがやが家事を支援してくれるか非常に不安を感じている。

### 平匡の家族
津崎宗八（つざき そうはち）
演 - モロ師岡（第2・5話・スペシャル）
平匡の父。山口で工場を営んでいる。怒り出すと自分を曲げない性格。
津崎知佳（つざき ちか）
演 - 高橋ひとみ（第2・3・5・8話・スペシャル）
平匡の母。鹿児島出身。

### その他
田中安恵（たなか やすえ）
演 - 真野恵里菜
愛称は「やっさん」。みくりの親友で元ヤンの一児の母。夫の浮気に気づき、離婚しシングルマザーになった。その後は実家へ戻り、実家の八百屋・「八百安」を任されている。みくりのアイデアでジャムを作り始め、商店街の活性化に取り組んでいるみくりへ協力を依頼する。
スペシャルでは、上記のジャムがテレビでも紹介される程の人気商品となり、それをきっかけにママ友達と始めた会社の女社長として野菜や果物のジャムの通信販売を行っている。
山さん
演 - 古舘寛治
沼田の行きつけのバー「山」のマスター。普段は客の愚痴を聞いているのだが、酔いが回ると自分の離婚話をしてしまう。
星怜二
演 - 清水優
池田信一
演 - 黒木龍世
茉菜（まな）
演 - 古畑星夏（第1・3話）
喫茶店で風見と別れ話をする当時の彼女。
田島良彦
演 - 岡田浩暉（第3・4・9・10話）
ゴダールジャパンの広告代理店に勤務、かつては百合の大学時代の倉科ゼミで同期だった。百合から「元イケメン」と例えられる。既婚者だが離婚調停中であり、百合を誘って断られてしまう。後に健全な昼間のデートはOKしてもらったが、デートの展覧会で風見たちと出会って風見の百合に対する様子に疑問を感じる。
シンジ
演 - 葉山奨之（第4話）（営業部の小心者キャラ渡辺一馬と二役）
みくりの大学時代の恋人。みくりより1学年上。就職活動をみくりに分析・批評され、「お前、小賢しいんだよ」とみくりに言い放ち別れる。
仲居さん
演 - 宍戸美和公（第6話）
みくりと平匡が泊まった修善寺温泉の旅館の仲居。平匡曰く、「仕事プラスアルファの気遣いができる素晴らしい仲居さん」とのこと。
旅館のフロントマン
演 - 高崎二郎（第6話）
みくりと平匡が泊まった修善寺温泉の旅館のフロント。
カヲル
演 - 小柳友（第6話）
みくりがみなと第一高校時代の学園祭前に、周りの友人が次々とカップルになる中告白され、なんとなくつきあっていた元彼。平匡とは正反対の押しの強い性格。修善寺温泉の旅館で偶然再会する。
リリカ
演 - 美沙玲奈（第6話）
カヲルの現在の彼女。
田中多恵子
演 - 小貫加恵（第7話）
安恵の祖母。八百屋「八百安」を経営。
野口まゆ
演 - 櫻井はな（第8話）
館山市議会議員。みくりと同じ26歳。
五十嵐杏奈
演 - 内田理央（第9話 - 最終話）
株式会社リンクロングで働いているOL。風見に積極的にアプローチするが相手にされない。それでも風見の反応をポジティブに受け止めてアプローチし続けた。風見が付けたニックネームは「ポジティブモンスター」。最終回では百合と直接対決し、その上で風見に百合は風見のことを好きなはずだと助言した。
中西（酒店）
演 - 六角慎司（第10・最終話）
酒店「信濃屋酒店」の店主。
日野登志子
演 - 乙葉（最終話）
日野の妻。一男一女の母。趣味は声優イベントへの参加。
花村伊吹（はなむら いぶき）
演 - 西田尚美（スペシャル）
百合の高校時代の同級生。卒業以来34年ぶりに再会する。
灰原慎之介（はいばら しんのすけ）
演 - 青木崇高（スペシャル）
平匡の新しい職場「リゼアス」の課長。
千川（せんかわ）
演 - 滝沢カレン（スペシャル）
みくりが勤める職場の同僚。
矢口（やぐち）
演 - 伊藤修子（スペシャル）
みくりが勤める職場の同僚。
田中（たなか）
演 - 冨手麻妙（スペシャル）
みくりが勤める職場の同僚。
笠井（かさい）
演 - ナオト・インティライミ（スペシャル）
みくりが勤める職場の同僚。
谷（たに）
演 - 金子昇（スペシャル）
みくりが勤める職場の部長。
坂田（さかた）
演 - 池谷のぶえ（スペシャル）
みくりが勤める職場の同僚。
相葉（あいば）
演 - Kaito（スペシャル）
平匡の新しい職場「リゼアス」の後輩。
深澤（ふかざわ）
演 - 浅川梨奈（スペシャル）
平匡の新しい職場「リゼアス」の後輩。
渡辺（わたなべ）
演 ‐ 前原滉（スペシャル）
平匡の新しい職場「リゼアス」の後輩。
市役所職員
演 - 前野朋哉（スペシャル）
ねほりん
声 - 山里亮太（スペシャル）
ぱほりん
声 - YOU（スペシャル）

## スタッフ
- 原作 - 海野つなみ（講談社『Kiss』掲載）
- 脚本 - 野木亜紀子
- エンディング振付 - MIKIKO（ELEVENPLAY）
- プロデューサー - 那須田淳、峠田浩、宮﨑真佐子（連続ドラマ）、磯山晶（スペシャル）、勝野逸未（スペシャル）
- 演出 - 金子文紀、土井裕泰（連続ドラマ）、石井康晴（連続ドラマ）
- 編成 - 磯山晶（連続ドラマ）、池田尚弘（連続ドラマ）、宮﨑真佐子（スペシャル）
- 音楽 - 末廣健一郎、MAYUKO
- オープニングテーマ - チャラン・ポ・ランタン「進め、たまに逃げても」（avex trax）[25]
- 主題歌 - 星野源「恋」（スピードスターレコーズ（JVCケンウッド・ビクターエンタテインメント））[26]
- 特別協力 - 横浜市、JR東日本リテールネット、クックパッド株式会社
- NHK「ねほりんぱほりん」
  - 制作統括 - 大古滋久
  - 人形操演 - 清水正子、友松正人、山下潤子、山田はるか、亀野直美
- 製作 - TBS SPARKLE（スペシャル）
- 製作著作 - TBS（連続ドラマは製作著作、スペシャルは製作名義）

## 放送・配信
- 第1話、第10話、最終話は22時 - 23時09分の15分拡大放送。
- 第8話は「明治安田生命2016サッカーJリーグ チャンピオンシップ・決勝第1戦」中継のため、20分繰り下げの22時20分 - 23時14分に放送された。
- 2017年6月11日と11月12日日曜日に、TBSチャンネル1で全話一挙放送された[27][28]。
- 2017年12月31日 8時55分 - 11時45分に第1話から第3話、11時55分 - 16時30分に第4話から第8話、2018年1月1日 14時30分 - 17時30分に第9話から最終話を地上波初となる、全話一挙放送を実施（全編ローカルセールス枠のため、関東ほか一部地域のみ）[29][30]。なおTBSとは別編成で、自主編成による再放送を行ったもしくは行う局もある。

放送から1年を過ぎても再放送を強く希望する声に応え、TBSテレビ系で2017年12月31日に第1話から第8話までと2018年1月1日に第9話から最終話までの2日間にかけて一挙放送された（一部地域を除く）。 また、年末年始にネットしなかった局でも独自に放送枠を確保して後日に再放送を行った局もある。
2019年12月28日から29日にも一部局を除くTBSテレビ系列にて一挙再放送された。
2020年4月期ドラマ『私の家政夫ナギサさん』の新型コロナウイルス感染症の流行に伴う放送開始が7月7日に延期されたことを受けて、2020年5月19日から代替番組として再編集版（1話目は57分枠に合うように短縮されたものの、2話目以降は逆に初回放送時に比べて放送枠が3分ほど長くなっているため、未公開カットが追加されている）となる『ムズキュン!特別編』が放送された。『私の家政夫ナギサさん』の放送開始により同枠での放送は6月30日の第7話までとなったが、同週末（7月4日・5日）14時より「未公開全部見せますSP!!」と題して第8話から最終話までが2話ずつ放送された（同時ネットでない局でも別枠で放送する場合がある）。

### 放送日程
| 各話                                                                         | 放送日   | サブタイトル                                                                | 演出     | 原作                          | 視聴率 |
| ---------------------------------------------------------------------------- | -------- | --------------------------------------------------------------------------- | -------- | ----------------------------- | ------ |
| 第1話                                                                        | 10月11日 | プロの独身男と秘密の契約結婚                                                | 金子文紀 | 第1話「秋の日はつるべ落とし」 | 10.2%  |
| 第2話                                                                        | 10月18日 | 秘密の契約結婚! 波乱の両家顔合わせ （特別編は 『たかが匂い、されど匂い…』） | 金子文紀 |                               | 12.1%  |
| 第3話                                                                        | 10月25日 | 一番好きです! 契約妻の突然の告白                                            | 土井裕泰 |                               | 12.5%  |
| 第4話                                                                        | 11月01日 | 私、恋人を作ろうと思います!                                                 | 土井裕泰 |                               | 13.0%  |
| 第5話                                                                        | 11月08日 | ハグの日、始めました!                                                       | 石井康晴 |                               | 13.3%  |
| 第6話                                                                        | 11月15日 | 温泉一泊旅行にまつわるエトセトラ                                            | 金子文紀 |                               | 13.6%  |
| 第7話                                                                        | 11月22日 | あのキスのあとさき                                                          | 金子文紀 |                               | 13.6%  |
| 第8話                                                                        | 11月29日 | 離婚と実家と運命の相手                                                      | 石井康晴 |                               | 16.1%  |
| 第9話                                                                        | 12月06日 | あの人に好きだよと言われる3日前                                             | 金子文紀 |                               | 16.9%  |
| 第10話                                                                       | 12月13日 | 恋愛レボリューション2016                                                    | 石井康晴 |                               | 17.1%  |
| 最終話                                                                       | 12月20日 | 夫婦を超えてゆけ                                                            | 金子文紀 |                               | 20.8%  |
| 平均視聴率 14.5%（視聴率はビデオリサーチ調べ、関東地区・世帯・リアルタイム） |          |                                                                             |          |                               |        |

| 放送日       | サブタイトル                   | 演出     | 視聴率 |
| ------------ | ------------------------------ | -------- | ------ |
| 2021年1月2日 | ガンバレ人類! 新春スペシャル!! | 金子文紀 | 15.5%  |

## 製作
脚本は、『図書館戦争』『重版出来!』など原作ものの実写化に定評がある野木亜紀子。野木と主演の新垣がタッグを組むのは『空飛ぶ広報室』、『掟上今日子の備忘録』に続いて3作目。プロデューサーの峠田浩によると、以前手掛けた『コウノドリ』と同様、分かりやすいテーマ、一言でくくれるドラマを目指して制作された。ただ狭まった見方をされる恐れがあるため、異質な言葉を組み合わせた「社会派ラブコメディ」というコピーを付けた。ドラマの根本にあるのは原作同様、仕事でも人間関係でも「誰かに必要とされたい」という今の若者たちの切実な気持ちである。

### 配役
プロデューサーの那須田淳は、主人公の森山みくり役に新垣を起用した理由について、「抜群のコメディセンス」と「演技力」を挙げている。原作を読み進めている内から新垣がみくり役に相応しいと考えており、新垣が持ち前の明るさとコメディエンヌぶりで、たくさんの笑いと共感、勇気と元気を届けてくれる次の展開が待ち遠しくなる楽しいドラマにしてくれるという期待を込めて、起用した。また、原作者の海野つなみももし漫画が実写化した場合に主人公は誰が良いかと友人たちと妄想する中で、「みくりちゃんは新垣結衣ちゃんとかどう?」「ガッキーがやってくれるなら百点でしょ!」と話していたため、本当に新垣に決まったときはとても嬉しかったという。新垣はドラマ出演の依頼を受けて、原作漫画を読んだとき、契約結婚という今までになかった話にスポットを当てている点や就職難や働く女性が結婚できない現状など現代問題を取り上げている点を面白く感じたという。津崎平匡役には、今作がラブコメディ初挑戦となる星野源が起用された。星野に出演依頼がきたのは、2015年冬頃の『コウノドリ』の撮影が終了したときで、同ドラマのプロデューサーの那須田と峠田浩が声をかけた。峠田は星野を起用した理由について、「津崎の真面目でウブで不器用だけど、かわいらしさも同居している絶妙な空気を出していただけるのは星野さんしかいない」と説明している。
津崎の後輩の風見涼太役には、韓国で俳優として活動してきた大谷亮平が抜擢された。大谷にとって日本の連続テレビドラマのレギュラー出演はこれが初である。風見は一見飄々としていて、何を考えているか分からないが、内にはしっかりとした芯を持っているという難しい役どころである。様々な俳優が候補に挙がる中で、視聴者に出来る限り先入観を持たずニュートラルな形で見て入り込んで欲しいという思いが制作陣にあった。そんな時に、プロデューサー陣は大谷と会った。第一印象は「かっこいい」であったが、大谷の自然な振る舞いや柔らかな内面に魅力を感じ、風見の持つ独特の空気を表現できるのではないかと考え、大谷の起用を決めた。みくりと津崎の仲を詮索するゲイの沼田頼綱役に古田新太が起用された。沼田は原作でも人気のあるキャラクターで、それぞれの登場人物を引き立たせるスパイスや潤滑油の役割を果たしている。原作ではスキンヘッドであることから、原作ファンの間では沼田を演じるのは芸人かと予想された。ムードメーカーでありながら、一方ですごく繊細な一面を持っており、プロデューサーの峠田は、その複雑怪奇な沼田を誰が演じられるのか不安に思っていたが、古田が決まったと聞き、頭の中で自然と生き生きとした沼田が浮かび、その心配が全くなくなったという。みくりの伯母でキャリアウーマンの土屋百合役には、石田ゆり子が起用された。峠田は、原作で大人の女性の一面と少女のような一面を持つ土屋を読んでいるとき、自然と石田が思い浮かんだという。
その他、津崎の同僚・日野秀司役に藤井隆、みくりの父親の森山栃男役に宇梶剛士、みくりの母親の森山桜役に富田靖子、みくりの親友で元ヤンキーの田中安恵役に真野恵里菜、百合の会社の部下の梅原ナツキ役に成田凌、堀内柚役に「ミス・オブ・ミス・キャンパス2016」で今回がドラマデビューとなる山賀琴子が配役された。また、藤井が演じる日野の妻を実際の妻である乙葉が演じることとなったが、これは事前予告のないサプライズ演出だった。脚本の野木亜紀子曰く「無理言って出てもらった」とのこと。

### 音楽
音楽は、末廣健一郎とMAYUKOが共同で担当。
オープニングテーマは、姉妹ユニットチャラン・ポ・ランタンの曲「進め、たまに逃げても」が起用された。「ファンタジーのような手探り感のある、そんな世界観を引っ張っていくオープニングテーマ」として、彼女らに依頼された。曲はドラマの台本と原作の漫画を読んだ2人が、ドラマのために書き下ろしたもので、主人公・森山みくりの思いを歌った応援ソングに仕上がっている。
主題歌には、津崎平匡役を演じる星野が歌う「恋」が起用された。峠田浩プロデューサーは「2人（みくりと津崎）の恋が深まったり、すれ違ったり、そんなムズムズする気持ちを明るくも切なく表現してくれるのはアーティスト星野源」だと俳優として星野をキャスティングした時から感じており主題歌も依頼した。星野の話によると、「恋」は「踊りたくてムズムズする、生活を基にしたラブソング」である。星野はこの曲を「新しい夫婦を形作る世界中の人たちへ捧げます。」と語っている。なお、「恋」はオリコンチャートで最高2位、Billboard JAPAN Hot 100では首位 を獲得した。『第67回NHK紅白歌合戦』での星野の出場曲となった他、2017年の第89回選抜高等学校野球大会入場行進曲にも選ばれている。

### コラボレーション
- クックパッドにおいて「逃げ恥@TBSのキッチン」のアカウントで公式サイトが開設されており、ドラマでみくりが作った料理レシピを紹介している[54]。

## パロディ・オマージュ
原作同様、テレビ番組のパロディやオマージュがちりばめられている。特に、ドラマスタッフが過去に関わった番組のパロディが多用されている。
みくりと平匡の妄想シーンでの使用
- 毎日放送・TBSテレビ系列『情熱大陸』 - 第1話冒頭・第4話・第8話。
- NHK総合『プロフェッショナル 仕事の流儀』 - 第1話。
- TBSテレビ『NEWS23』 - 第2話。同番組に実際に出演している駒田健吾、皆川玲奈、宇内梨沙（いずれもTBSアナウンサー）が出演。番組タイトルロゴは本家とは微妙に異なっているほか、実際のスタジオセットは緊急時に備えて借用できないためにCG合成で対応した。また、前身の『筑紫哲也 NEWS23』で行われていたコーナー「異論!反論!OBJECTION」のパロディも行った。なお、プロデューサーの峠田浩が過去に制作に関与している。
- 朝日放送・テレビ朝日系列『大改造!!劇的ビフォーアフター』 - 第3話。
- NHK Eテレ『Eテレ 2355』 - 第4話。
- テレビ東京『新世紀エヴァンゲリオン』 - 第4話。
- TBSテレビ『パパとムスメの7日間』 - 第6話。本作と同じくTBS系列のテレビドラマで、みくり役の新垣が高校生役として主演、プロデューサーの那須田淳が当時演出を担当。当時と同一のセーラー服を着用し、髪形も本作ではショートカットだったところ当時のストレートロングを再現し、みくりの高校生時代を回想している。
- TBSテレビ『ザ・ベストテン』 - 第7話。同番組のセットを実際に使用。
- テレビ東京『開運!なんでも鑑定団』 - 第9話。
- 朝日放送・テレビ朝日系列『新婚さんいらっしゃい!』- 第10話。
- TBSテレビ『関口宏の東京フレンドパークII』 - 最終話。
- TBSテレビ『王様のブランチ』 - スペシャル

その他のオマージュ
- TBSテレビ・毎日放送『奥様は魔女』 - 第1話 百合のマンションで『情熱大陸』からの流れ。
- フジテレビ『アルプスの少女ハイジ』 - 第3話 丘の上から「教えておじいさーん」とアニメのセリフを彷彿とさせるパロディ。
- フジテレビ『サザエさん』 - 第3話放送後の次回予告。
- TBSテレビ『ごめんね青春!』 - 第6話で登場する電車のハート型つり革。演出の金子文紀が当時演出を担当。
- テレビ朝日『朝まで生テレビ!』 - 第8話 働く女性の育児問題について、みくりと、みくり母（桜）、みくりの兄の妻（葵）の3人で激論。タイトルは『あくまで生テレビ！』。
- NHK『大河ドラマ・真田丸』 - 最終話。みくりと平匡の話し合いシーンで使用。

テレビ番組以外
- 第5話の放送日が2016年アメリカ合衆国大統領選挙開票日にあたったこともあり選挙活動（街頭演説・政見放送など）のパロディ。
- 第7話でみくりの妄想・童話「マッチ売りの少女」。みくりの妄想・「はとバス」のパロディで「じゅうしまつバス」。
- 第10話で乙女ゲーム風の演出がなされたシーンが挿入されている。
- スペシャルの冒頭で、2019年4月1日に菅義偉（2019年当時内閣官房長官、放映当時内閣総理大臣）が「令和」の元号を発表した記者会見のパロディを行っている。

### NHKの反応
『プロフェッショナル仕事の流儀』『2355』『真田丸』がパロディの題材となったNHKは、情報番組『あさイチ』の中で、当番組のパロディをして返している。また、原作者の海野つなみが2016年12月19日の同番組にゲストの一人として出演したほか、2016年11月24日放送の『クローズアップ現代+』で「恋人いらないってホント? 出現! “いきなり結婚族”」のテーマで本ドラマ（の原作）を取り上げ、インタビューに答えた。さらには、同年の第67回NHK紅白歌合戦（星野が本ドラマの主題歌「恋」を歌った）では、新垣が本ドラマでの活躍を理由に審査員に選出されている。また、ドラマのダイジェスト版のナレーションを『新世紀エヴァンゲリオン』で声優を務めていた三石琴乃、緒方恵美がそれぞれ担当した。
また、2021年放送のスペシャルではEテレのトークバラエティ番組『ねほりんぱほりん』と本格的なコラボレーションを実施。選択的夫婦別姓に悩むパロディシーンを『ねほりんぱほりん』スタッフ全面協力の下、NHKで実際に用いられているセットを使い（人形操演もNHKのスタッフが実際に行っている）、MCのねほりん（声・山里亮太）・ぱほりん（声・YOU）と共に収録を行った ほか、放送前日の2021年1月1日未明に放送された特別番組『あけましてねほりんぱほりん』内で原作の海野つなみと脚本担当の野木亜紀子から送られたメッセージを紹介すると共に、他局の番組にもかかわらず番組宣伝を行った。

## 恋ダンス
エンディングで、出演者らが主題歌「恋」のPVのダンスを踊っている。振り付けは振付師のMIKIKOが担当した。ドラマの舞台となる星野が演じる津崎平匡の家で、新垣、星野、石田、大谷、古田が可愛らしい振りを次々披露する。特に可愛らしい動きの新垣に対し、星野は役柄とはギャップのある切れのある動きを披露している。11月27日には、藤井、真野、成田、山賀が踊る別バージョンが公式サイトで公開された。かつて自身のギャグやヒット曲「ナンダカンダ」などでダンスを見せていた藤井の切れのある動き、アイドルとして活動していた真野の安定的なダンスに注目が集まった。2016年12月9日放送の『ぴったんこカン・カン』に石田がゲスト出演した際に、司会のTBSアナウンサーの安住紳一郎と星野と3人で踊る「ぴったんこカン・カン」バージョンが制作され、ドラマの公式サイトで公開された。また、第10話のエンディング映像には安住も出演し、NGバージョンなどが収められた特別バージョンが放送された。
この通称「恋ダンス」は、約1分ほどの長さだが、企画立ち上げから完成まで約3か月かかっている。プロデューサーの峠田から作曲の星野には「踊れるイメージ」という希望を伝え、星野自身もそういうものをやりたいと考えており、制作陣と星野の思いが一致した。「恋ダンス」は初回放送前よりドラマの公式InstagramやYouTubeにてイントロ部分が公開され話題になっていたが、初回放送後は更に大きな反響を呼んだ。新垣については、ブレイクのきっかけとなったポッキーのCMを彷彿とさせる という意見も聞かれた。2016年10月13日に期間限定で、エンディングで披露されている“恋ダンス”映像のフルバージョンが、TBSのYouTube公式チャンネルにて公開され、“恋ダンス”と第2話予告の動画は10月18日23:59の公開終了時に再生回数約609万回を記録。TBS公式YouTubeチャンネルにおいて最高視聴回数となった。視聴者からの要望に応え、ドラマの第3話予告とともに“恋ダンス”がフルバージョンで再公開された 他、同ドラマを放送しているJNN系列各局も、自社のアナウンサーや出演者を起用し、「恋ダンス」を踊っている動画を放送したり、ネットに配信している。
ネット上では「恋ダンス」を踊る様子を撮影し、その動画（いわゆる「踊ってみた」動画）をYouTube、Twitter、Instagramなどに投稿するブームが起こり、エキサイトニュースのライター小西りえこは、このブームは2013年のAKB48の「恋するフォーチュンクッキー」のそれを思い起こさせると指摘している。有名人もこのブームに反応。ドラマ出演者の山賀は新バージョンが公開される前に、自身のInstagramに個人的にダンス動画を投稿。ダンスボーカルグループDa-iCEの工藤大輝と和田颯、フェアリーズの野元空と林田真尋、GEMの小栗かこと熊代珠琳 はプロのパフォーマーならではの切れのある動きでダンスを再現。それとは対照的に、サバンナの高橋茂雄は千鳥のノブが振付の特徴は捉えているものの、完璧とは程遠いゆるいダンスを踊る動画を投稿した。その他、乃木坂46の井上小百合と堀未央奈、元アイドリング!!!のメンバーで新垣の所属する事務所のレプロエンタテインメントの後輩でもある菊地亜美と大川藍、吉本新喜劇メンバー（センターは酒井藍） などが披露した。このほかにもJNN系列各局のアナウンサーらによる「恋ダンス」動画もその局ごとに公開され、毎日放送（MBS）バージョンではMBSのマスコットキャラクターの「らいよんチャン」の着ぐるみ人形が「恋ダンス」を社員たちと踊る動画が公開された。
駐日アメリカ合衆国大使のキャロライン・ケネディ大使がサンタクロースのコスプレをしてアメリカ大使館、アメリカ総領事館の外交官、職員らと踊った「恋ダンス【アメリカ大使館・領事館バージョン】」を披露している。アメリカ大使館公式YouTubeで公開した。また投稿動画ではないが、フリーアナウンサーの夏目三久も自身がメインを務める朝の情報番組『あさチャン!』において、「恋ダンス」の人気を伝えるニュースの中で踊りを披露した。フィギュアスケートの羽生結弦がフィギュアスケートGPシリーズカナダ大会に出場した際、会場入りする時に人差し指を立てる「恋ダンス」の特徴的な振りをしながら移動し、その様子が同局のスポーツ番組『S☆1』で放送されると注目を集めた。その後、織田信成が羽生、田中刑事、宮原知子と恋ダンスを踊る動画を投稿した。

## 評価・視聴率
ドラマは放送開始以来11回の放送ですべて視聴率（ビデオリサーチ調べ、関東地区・世帯・リアルタイム。断りのない限り、以下略）が前回を上回る、もしくは前回と横ばいになり、原作と合わせて「社会現象化した」との評価が複数ある。最終回の視聴率は「火曜ドラマ」史上初となる20%超えを達成し、全回平均視聴率もこれまでの同枠の最高平均視聴率であった「ダメな私に恋してください」の9.5%を大きく塗り替え、同枠初の2桁となる14.5%の視聴率を獲得した。
ラブコメディとしてとらえた場合の評価については、スポーツニッポンがデータニュース社のテレビ視聴アンケート「テレビウォッチャー」の結果を引用し、視聴者がみくりと平匡の重要な場面でのすれ違いにイラ立ちを感じているのではなく、応援しつつ楽しんでいることを指摘。近年のドラマに見られるような激しい展開とは相反し、恋愛ドラマの王道である“じれったさ”を穏やかに表現している点が要因の一つに挙げられるとしている。また日刊スポーツは、「フジテレビの火曜10時ドラマ（関西テレビ制作）からの撤退」「ビデオリサーチによる関東地区の視聴率調査方法の変更」「地方局が視聴率をけん引したローカルパワー」「『重版出来!』の高評価と野木亜紀子の脚本」「恋ダンス」の5つの要因を挙げ、加えてこつこつと情報リリースを欠かさずネットやSNSを盛り上げ続け、押し売り感のない自然なブーム化もすっきりしていたと指摘している。
『逃げ恥』の公式Twitterなどで発信された「ムズキュン」という言葉が話題を集めた。それは、みくりと平匡の2人の恋愛がなかなか進展せず、「じれったくてムズムズするところに胸キュンする」ことを指す造語である。更に放送終了後の喪失感を指す「逃げ恥ロス」という言葉が登場。
一方、朝日新聞 と毎日新聞 は、本作がテーマの一つとした「労働としての家事」に着目して分析を行っている。朝日新聞は原作者の海野とドラマ版プロデューサーの那須田へのインタビューを通じ、作品を通じて「家事観」や「結婚観」の多様性を伝えたいと考えていたことを紹介し、作品が主婦の家事の価値が注目されるきっかけとなったとしている。また毎日新聞は、竹信三恵子（和光大学教授）の「女性の生きづらさや貧困へのからくりを、構造的かつコミカルに突き放して描かれている点が人気を博したのではないか」や藤田結子（明治大学教授）の「女性が普段感じているモヤモヤを言語化してくれたことが共感を呼んだのだろう」などのコメントなどを通じて、女性にとっての身の回りの社会問題を論文や新聞ではなく漫画やドラマという形で伝えたからこそ共感を得られたのではないかとしている。また、朝日新聞出版のニュースサイト「dot.」は主演の新垣・星野のキュートさに加え、みくりと平匡の関係性、あるいは百合を取り巻く人物による結婚観や女性観を通して描かれる「旧来的な価値観」に対する登場人物の葛藤が、視聴者にとって「人ごと」ではない社会の空気とともにあることが共鳴を生んだと評価している。

## 受賞歴
- 第6回コンフィデンスアワード・ドラマ賞[114][115]
  - 作品賞
  - 主演女優賞（新垣結衣）
  - 助演男優賞（星野源）
  - 助演女優賞（石田ゆり子）
  - 脚本賞（野木亜紀子）
  - 新人賞（大谷亮平）
- コンフィデンスアワード・ドラマ賞 年間大賞 2016[116][117]
  - 作品賞
  - 助演女優賞（石田ゆり子）
  - 脚本賞（野木亜紀子、『重版出来!』と合わせて）
- 2016年ギャラクシー賞 12月度月間賞[118]
- 2017年第41回エランドール賞 特別賞[119][120][121]
- 第91回ザテレビジョンドラマアカデミー賞[122]
  - 作品賞
  - 主演女優賞（新垣結衣）
  - 助演男優賞（星野源）
  - 助演女優賞（石田ゆり子）
  - 監督賞（金子文紀、土井裕泰、石井康晴）
  - ドラマソング賞（星野源「恋」）
  - ザテレビジョン賞（恋ダンス）
- 第26回TV LIFE年間ドラマ大賞2016[123]
  - 主演女優賞（新垣結衣）
- 第19回シティ・エンターテインメント大賞
  - ドラマ部門
  - アーティスト部門（星野源）
- 第22回AMDアワード[124]
  - 年間コンテンツ優秀賞
  - 審査員特別賞（MIKIKO）[注 12]
- 2016年度「第20回日刊スポーツ・ドラマグランプリ（GP）」[125]
  - 主演女優賞（新垣結衣「逃げるは恥だが役に立つ」）
- 第54回ギャラクシー賞 マイベストTV賞 第11回グランプリ[126]
- 第43回放送文化基金賞[127]
  - 番組部門 テレビドラマ番組 奨励賞
- 第70回 映像技術賞[128]
  - 美術（放送）部門
- 2017年日本民間放送連盟賞[129]
  - 番組部門 テレビドラマ番組 最優秀賞
- 東京ドラマアウォード2017[130]
  - 作品賞 連続ドラマ部門 グランプリ
  - 個人賞
    - 主演女優賞 - 新垣結衣
    - 演出賞 - 金子文紀（『カルテット』『あなたのことはそれほど』と合わせて)
    - プロデュース賞 - 那須田淳

  - 主題歌賞 - 星野源「恋」
- TVerアワード2021[131]
  - 特別賞（逃げるは恥だが役に立つ ガンバレ人類!新春スペシャル!!）

## 関連商品

### DVD・BD
『逃げるは恥だが役に立つ』Blu‐ray/DVD BOX
発売：2017年3月29日。
オリコン週間Blu-ray Disc（以下BD）ランキング（集計期間：2017年3月27日 - 4月2日）で初週3.0万枚を売り上げBD総合2位に初登場した。ドラマBD作品の最高累積売上を更新し、歴代ドラマBD売上1位となった。

### 書籍
逃げるは恥だが役に立つ シナリオブック
野木亜紀子（著）・海野つなみ（原著）、講談社〈KCデラックス〉、2017年5月19日発売、ISBN 978-4-06-393227-0